# Dodge Dart
El Dodge Dart es un automóvil construido por la división de Dodge de la Corporación Chrysler. Este vehículo se fabricó entre 1960 y 1976 en América del Norte, con una producción que se prolongó varios años más en otros mercados. En 1960 y 1961, el Dart se presentó como un automóvil Dodge de tamaño superior económico, con distancia entre ejes reducida; se convirtió en un coche de tamaño medio en 1962 y finalmente fue un compacto en los Estados Unidos de 1963 a 1976. Chrysler había aplicado el nombre de «Dart» a un automóvil de exhibición construido por Ghia en 1956.

## Características
Los diseñadores del proyecto propusieron el nombre Dart, los directivos solicitaron un costoso programa de investigación cuyo nombre previo era Zipp, rechazado inmediatamente en favor de Dart. Esta denominación encontraba a su favor que se había presentado al mercado un nuevo avión militar llamado el Convair F-106 Delta Dart, popularmente conocido como el «Dart Delta», y así se intentaba atraer publicidad añadiendo la emoción que rodeaba a la carrera espacial durante la década de 1960.
Su nombre también es de la serie de motores turbohélices, que fabrico Rolls-Royce en aquella época y que equipo al Fokker F27, NAMC YS 11 y el Bae Hs 748.

## Evolución del Dodge Dart norteamericano

### Primera generación (1960–1961)
Plataforma B de Chrysler
- Distancia entre ejes: 3 m
- Longitud: 5,3 m
- Ancho: 2 m
- Altura: 1,4 m

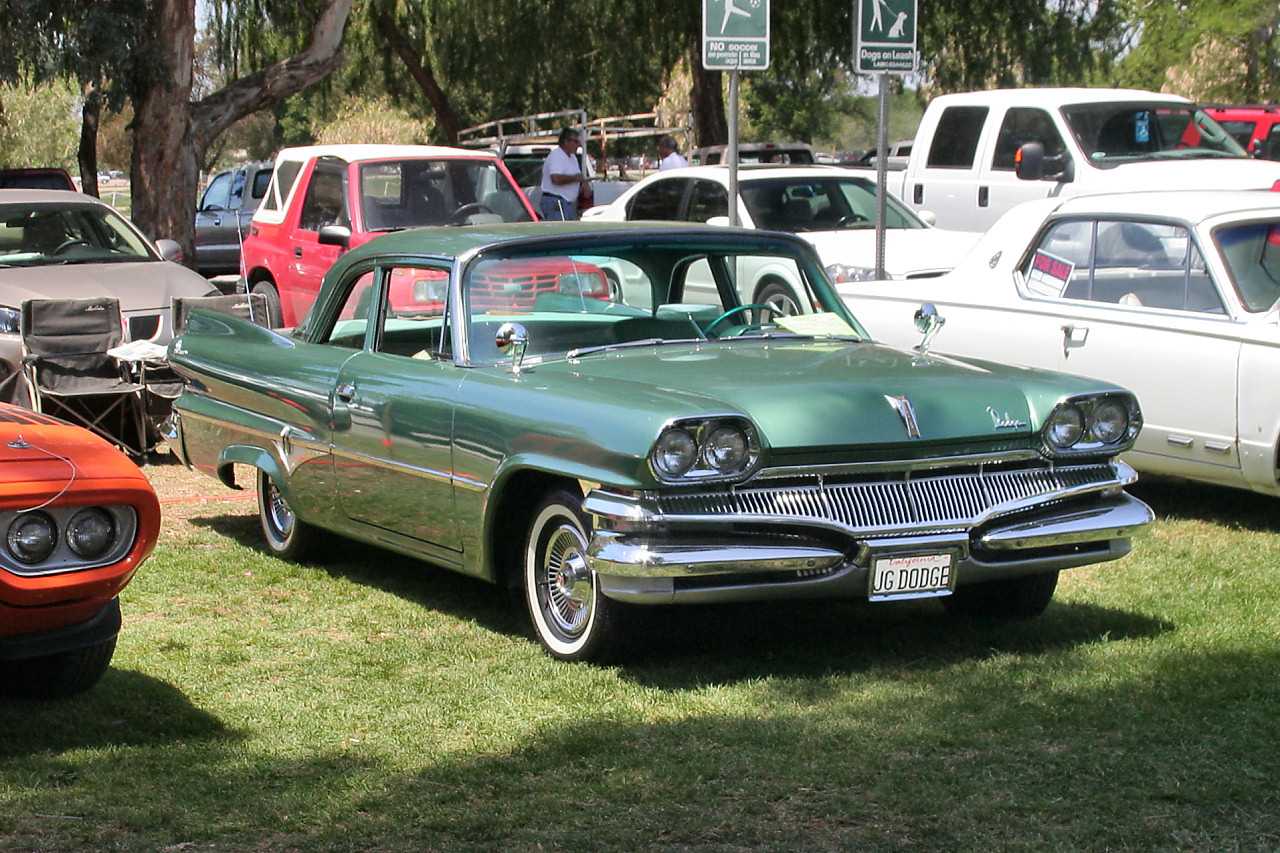
Dodge Dart (1960–1961)

### Segunda generación (1962)
Plataforma B de Chrysler
- Distancia entre ejes: 2,946 mm (116 plg)
- Longitud: 5140 mm (201 plg)
- Ancho: 1,999 mm (78.7 plg)
- Altura: 1420 mm (55.6 plg)

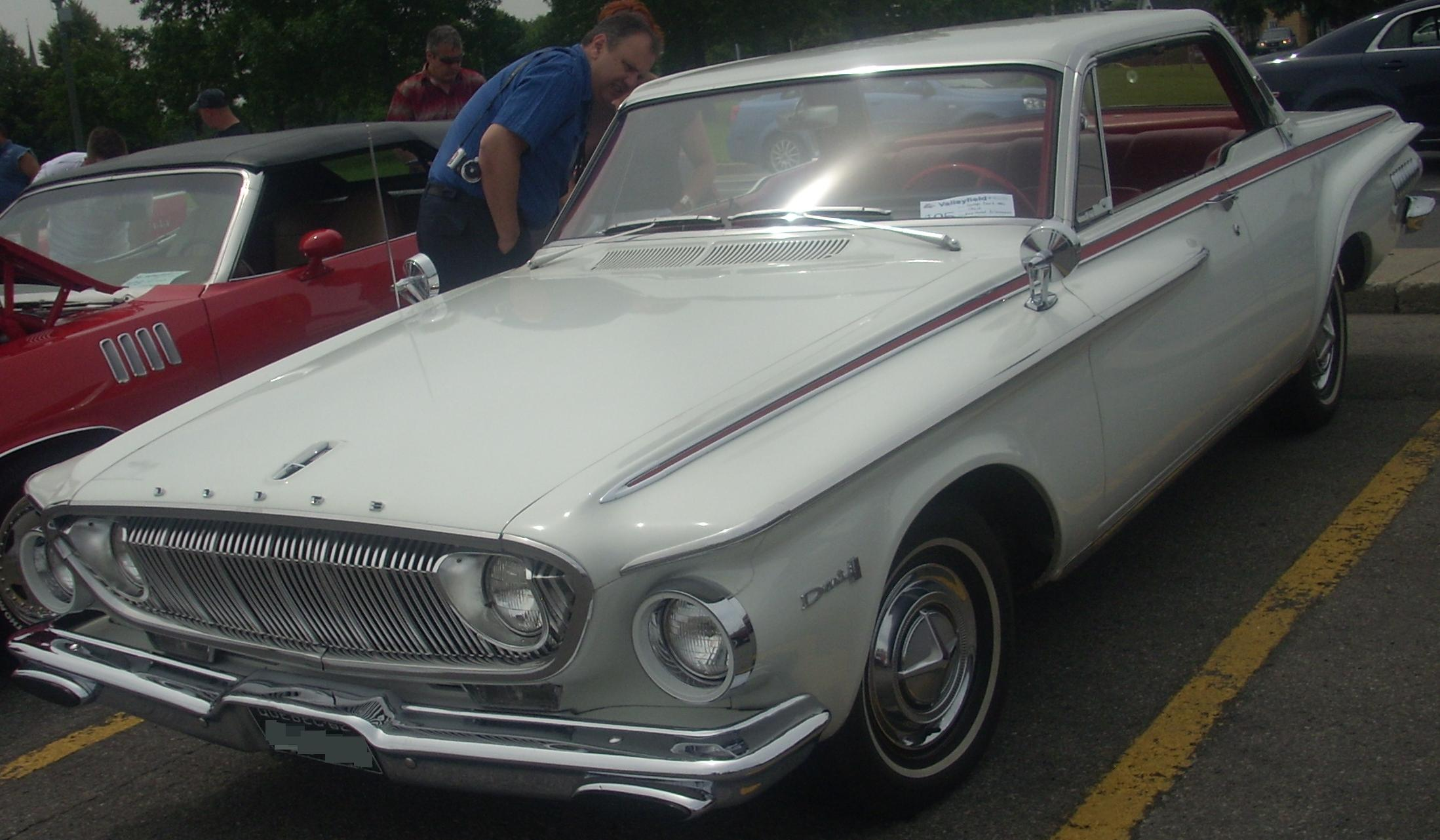
Dodge Dart (1962)

### Tercera generación (1963–1966)
Plataforma A de Chrysler
El Dart estaba disponible como un sedán de 2 o 4 puertas, un cupé sin parantes de 2 puertas, un familiar y un convertible. Se ofrecían tres niveles de equipamiento: el básico 170, el de alta especificación 270, y el de lujo GT, que estaba disponible sólo como un hardtop de 2 puertas o descapotable.
El Dart fue un éxito inmediato en el mercado, con ventas muy positivas en 1963. El Dart permaneció muy popular hasta el final de su ciclo de producción en 1976.
Las ofertas iniciales de motores fueron de dos tamaños del Slant-6 en línea: una versión de 170  pulgadas cúbicas  (2.8 L), 101 CV (75 kW) fue equipado como equipo estándar, y una versión de 225 plgs³  (3,7 L) de 145 CV (108 kW) estaba disponible por menos de $50 USD extra.
Después del inicio de los modelos del año 1964, un totalmente nuevo, compacto y ligero motor de 273 pulgadas cúbicas (4,5 L) LA V8 produciendo 180 CV (130 kW) con un carburador de doble cuerpo fue presentado como una opción superior de motor.
- Distancia entre ejes: 2,819 mm (111 plg)

Familiar: 2,692 mm (106 plg)
Longitud: 4,978 mm (196.9 plg)

Familiar: 4,826 mm (190 plg)
Ancho: 1,744 mm (68.7 plg)
Altura: 1,420 mm (55.9 plg)

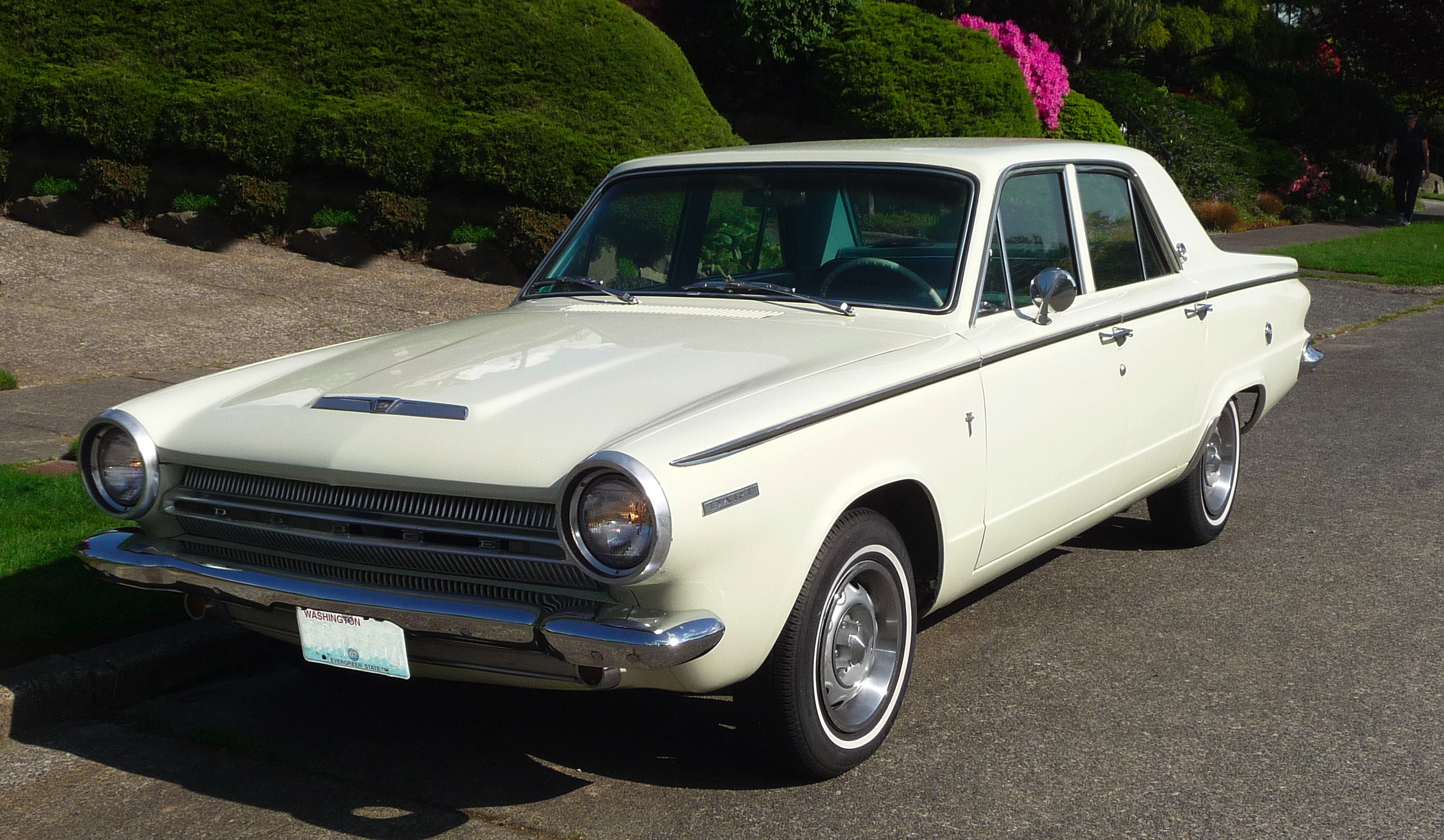
Dodge Dart (1963–1965)
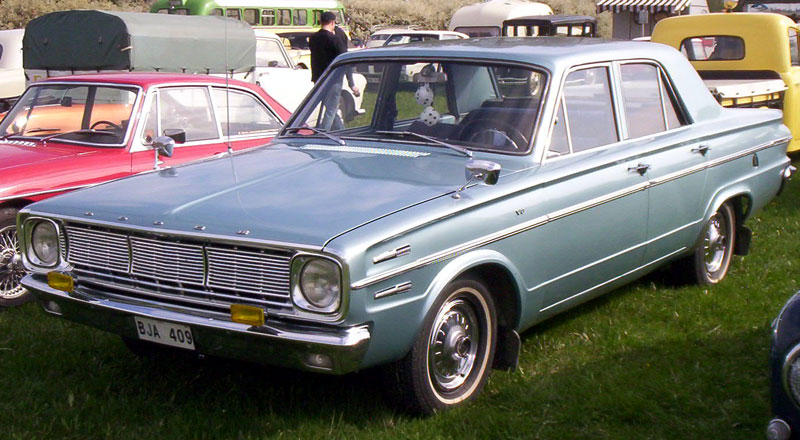
Dodge Dart (1966)

### Cuarta generación (1967–1976)
Plataforma A de Chrysler

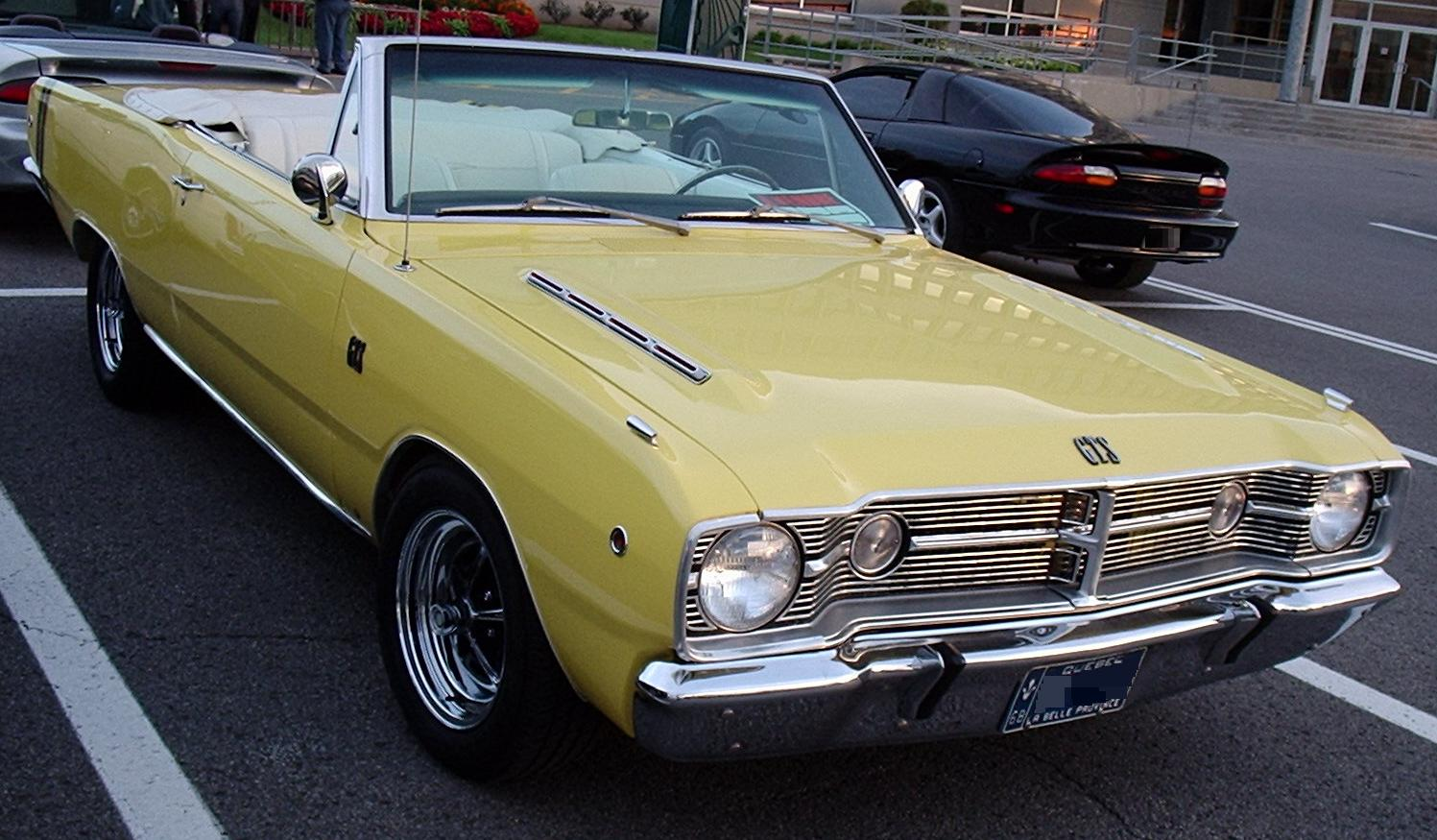
Dodge Dart GTS descapotable modelo 1968

El Dart y su hermano modelo - el Plymouth Valiant - fueron rediseñados sustancialmente para el año modelo 1967. Además de un nuevo diseño, los coches recibieron sistemas de dirección revisadas, trocha delantera más ancha y larguero del bastidor más espaciado y rediseñados capaces de aceptar motores más grandes. El Dart mantendría esta forma básica, con rediseños del diseño de la parte delantera y trasera y molduras interiores, hasta el final de la producción de la plataforma A en 1976 para América del Norte y 1981 para América del Sur.
- Distancia entre ejes: 2,819 mm (111 plg)
- Longitud: 4,983 mm (196.2 plg)
- Ancho: 1,819 mm (71.6 plg)
- Altura: 1,372 mm (54 plg)

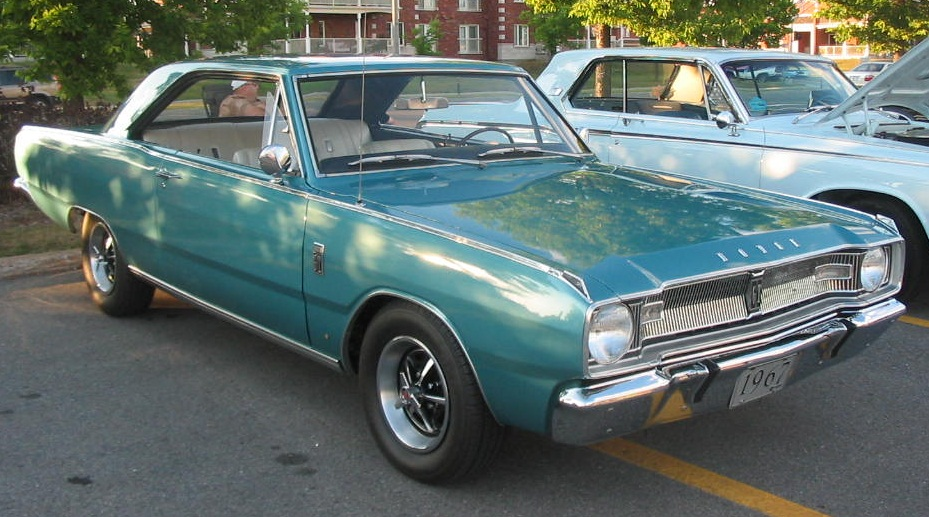
Dodge Dart (1967)
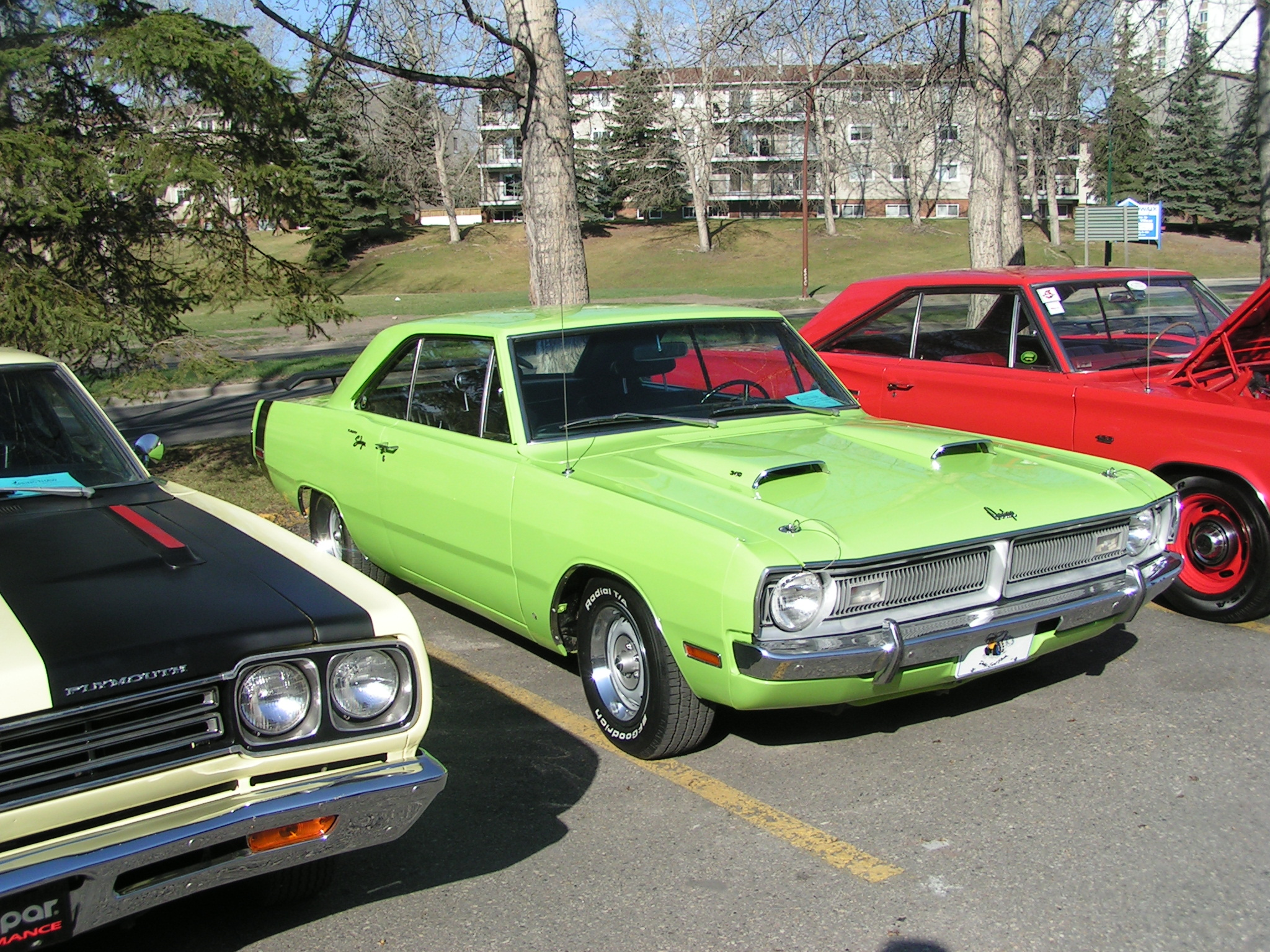
Dodge Dart Swinger (1970)
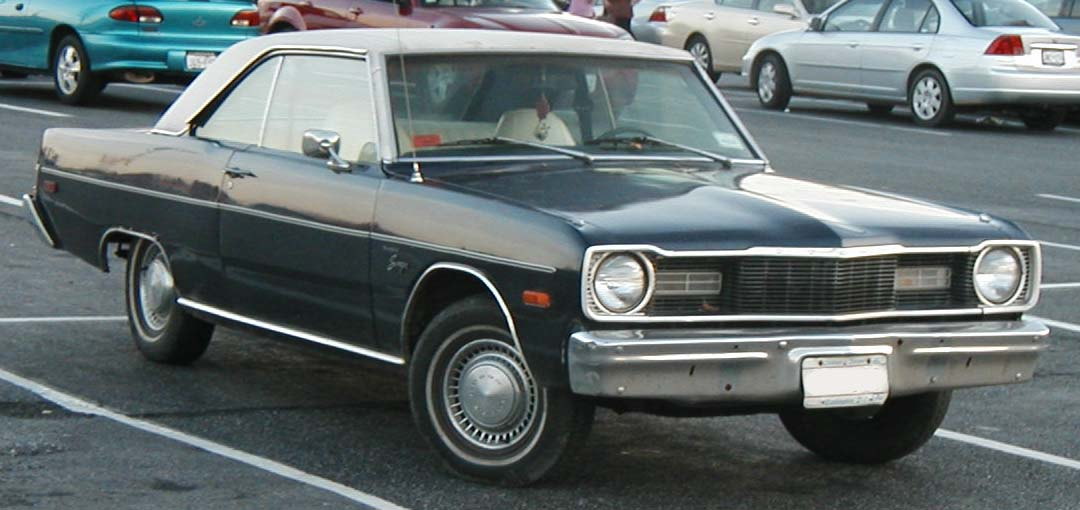
Dodge Dart Swinger (1975)

### El nuevo Dodge Dart (2012–presente)
En 2013 y manteniendo la denominación Dart, se presentó el nuevo Dodge Dart, utilizando la plataforma global del modular compacta del grupo automovilístico italiano Fiat S.p.A.

## El Dodge Dart en el mercado internacional

### Argentina
En 1965, el Valiant V-200 argentino evoluciona con carrocería del Dodge Dart. Ese año el nuevo modelo lanzado fue denominado Valiant III y era derivado del estadounidense Dodge Dart, este modelo tenía una distancia entre ejes de 2,819 mm (111.0 plgs.), mayor que el Valiant segunda generación norteamericano de 2,692 mm (106.0 in). Mientras que en 1967, un nuevo modelo se presentó bajo la denominación de Valiant IV. El mismo, guardaba un alto parecido con el modelo Dodge Dart que se comercializó en Estados Unidos en 1966. Sin embargo, dos años después de este lanzamiento (1968), toda la línea Valiant fue sustituida por la línea del  Dodge Polara.

### Brasil
A finales de 1969, Chrysler do Brasil lanzó el primer Dart sedan cuatro puertas en Brasil como un modelo 1970. Fue exactamente el mismo modelo que el 1969 Dart de los Estados Unidos. De ahí en adelante, los coches comenzaron a tener desarrollos de diseño completamente diferente. El Dart se ubicaba entre una gama de lujo que incluía los Ford Galaxie y el Chevrolet Opala.
Para el año modelo 1971, Chrysler do Brasil lanzó la cupé de 2 puertas Charger y Charger R/T. Eran modelos Dart rebautizados como Charger, pero con un frontal completamente nuevo, con los faros ocultos detrás de la parrilla, paneles laterales en la columna C, asientos individuales en cuero y caja de cambios manual de cuatro velocidades al piso. El motor tenía una tasa de compresión más alta. Los colores eran brillantes y cada año resaltaba por sus nuevas franjas laterales, la cupé se fabricó hasta 1980. Un modelo de 1971, en la actualidad puede llegar al nivel de 50.000 dólares estadounidenses.
Otros modelos fueron desarrollados sobre la base del Dart, hasta un máximo de 7 versiones diferentes se ofrecieron en un mismo año.
Estos modelos vinieron equipados con el motor Slant-Six de 6 cilindros, y a partir de 1971 las cupés poseían el motor más grande jamás construido en Brasil, un V8 de gasolina de 5.212 cm³ (318 plgs³) con un desarrolló de 205 caballos de fuerza a 4600 rpm por la cual alcanzaba una velocidad máxima de 180 km/h, (112 mph).
En 1979, el estilo del Dart brasileño volvió al modelo de los EE. UU., y fue producido hasta 1981.
Su fabricación cesó definitivamente en 1981, cuando Chrysler do Brasil cerró sus puertas y fue comprado por Volkswagen do Brasil. El Dart brazilero fue el último Dart de plataforma A de Chrysler en construirse de en el mundo. El Chrysler Valiant de Australia, cuyo último modelo fue desarrollado en agosto de 1981, no es una plataforma A de Chrysler, sino una plataforma totalmente nueva, exclusiva para Australia.

### España

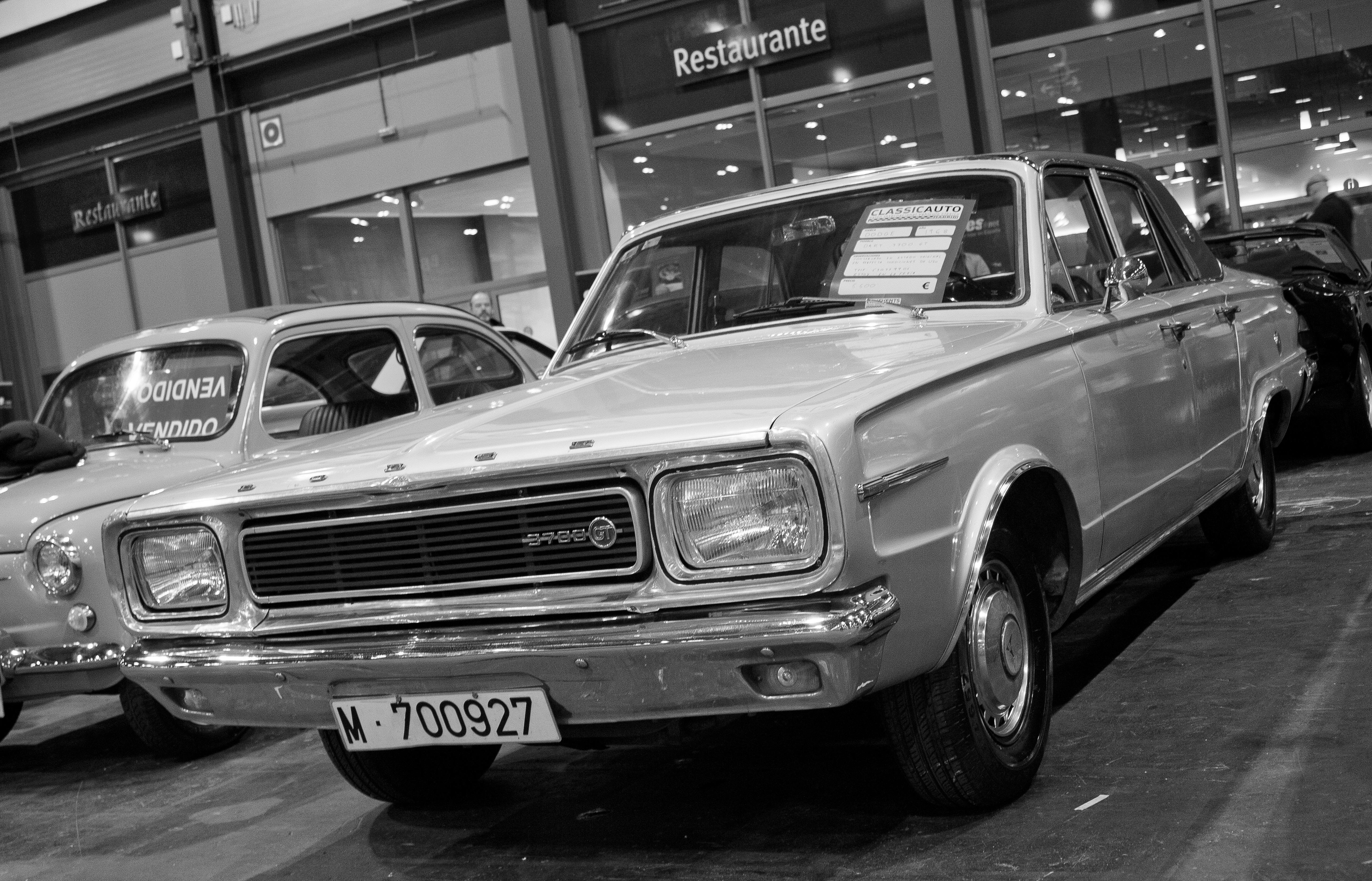
Dodge Dart GL 3700 GT, modelo 1969 con frontal renovado

Desde 1965 a 1971 la versión española de la tercera generación del Dodge Dart fue fabricada por la compañía Barreiros Diésel S.A.  en su factoría de Villaverde, Madrid, que fundó Eduardo Barreiros, empresario industrial español desde los años cuarenta hasta los noventa. El primero fue comúnmente conocido como el Dodge «Barreiros» o también el «Dodge Dart».
En 1963, Barreiros Diésel S.A., empresa privada constructora de camiones, vehículos industriales, militares y tractores necesitaba ampliar su capital para iniciar la fabricación de turismos y entonces se asocia con la multinacional Corporación Chrysler en E.U.A.  la cual finalmente adquirió el 40% del nuevo grupo llamado Barreiros Chrysler S.A.
Esta ampliación de capitales era necesaria para poder fabricar en España el modelo estadounidense Dart y el Simca 1000, ya que la Simca francesa era entonces una filial de Chrysler, todos ellos se construirían en la factoría que Barreiros tenía en Villaverde, Madrid.
Mecánicamente, el Dart en todas sus versiones estaba equipado con un motor 6 cilindros en línea Chrysler Slant-Six de 3687 c.c. (225 in³) con una potencia de 145 CV acoplado a una caja manual de 3 velocidades para los modelos básicos y de 4 velocidades al piso mediante la caja Mopar A-833 completamente sincronizada y un diferencial más largo, (2,93:1) para los modelos superiores. Por su parte, la versión diésel estaba equipaba un motor BARREIROS C-65 de 4 cilindros en línea de 2007 c.c. (122.5 in³) con una potencia máxima de 65 CV a 4500 rpm, acoplado con una caja de cambios A-833, de 4 velocidades, con las relaciones algo modificadas. Este modelo, se diferenciaba de los demás no sólo por su mecánica, sino también por sus niveles de equipamiento, siendo en ambas líneas el modelo de base.
Para 1969 la versión Standard había desaparecido y aparece la primera variación importante con la versión Dart GT 3700, (que se fabricó solo en 1969) por la cual se modifica el carburador, así como el sistema de frenos. En este año el frontal fue totalmente modificado. Se creó una nueva parrilla y se utilizaron faros rectangulares actualizando su apariencia. Esta versión no tenía ningún semejante a la versión estadounidense y solo se fabricó en España.
El total de Dodge Dart entre 1965 a 1971 fabricados en España fue de 17589 unidades. Aproximadamente 1700 ejemplares fueron exportados a otros países de Europa.

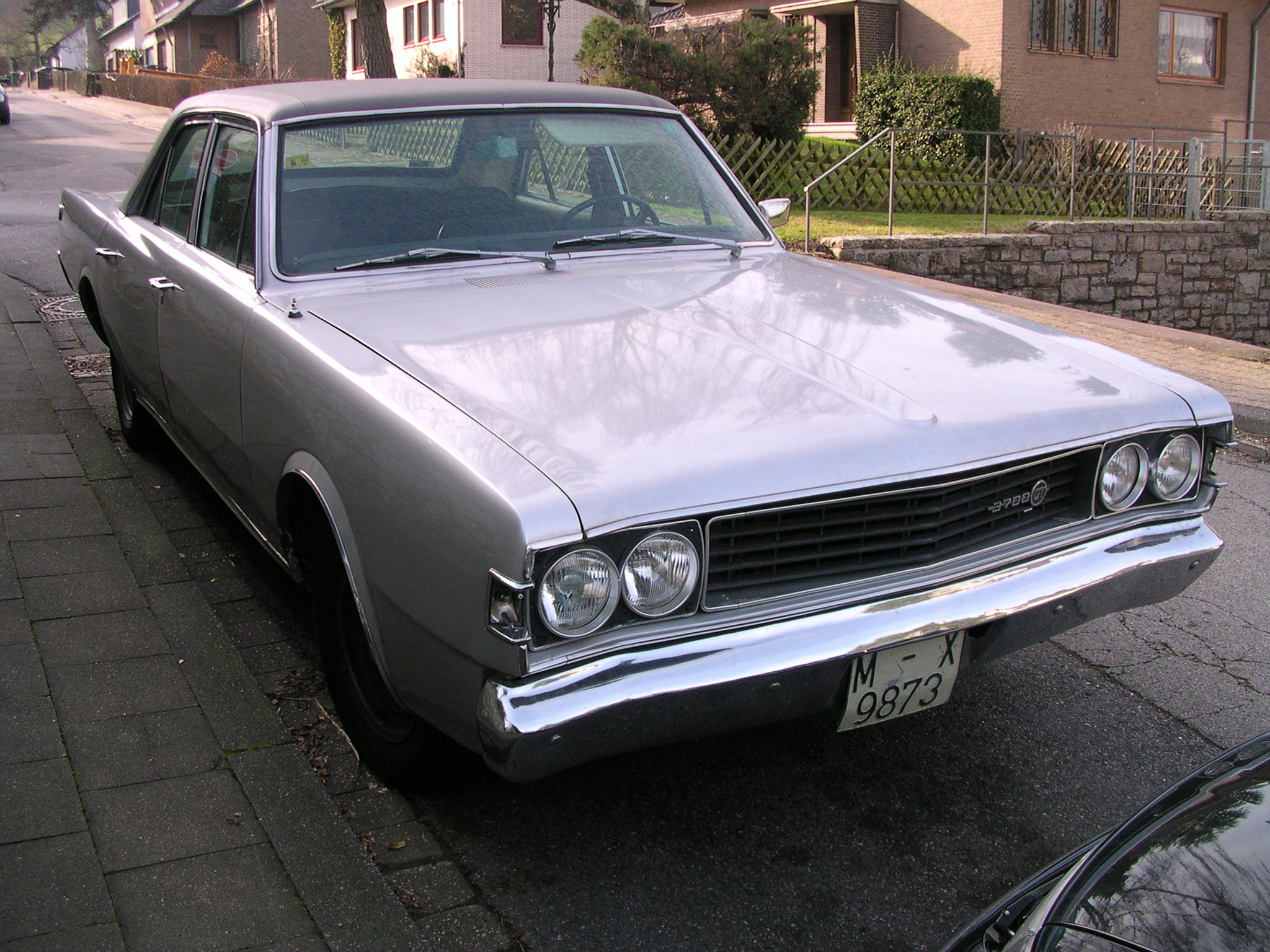
Dodge 3700 GT

En 1970 los directivos de Chrysler España andaban tras la idea de remodelar el Dart y en 1971 en el Salón Internacional del Automóvil de Barcelona se presenta al público el nuevo Dodge 3700.

#### Los Dodge 3700
A partir de 1970, los directivos de Chrysler España S.A. tenían intención de introducir la cuarta generación del Dart estadounidense, que por razones puramente comerciales en España abandonaba el nombre Dart y pasaría a llamarse Dodge 3700 para promocionar su carácter de potencia, derivado en el Dodge Polara argentino, sin parangón en los Estados Unidos aunque basado en el Dodge Dart (4.ª gen.), pero con mecánica española se produce a partir de 1971 a 1977. El Dodge fue producido como un CKD debido a la normativa española de esos años.

### Venezuela

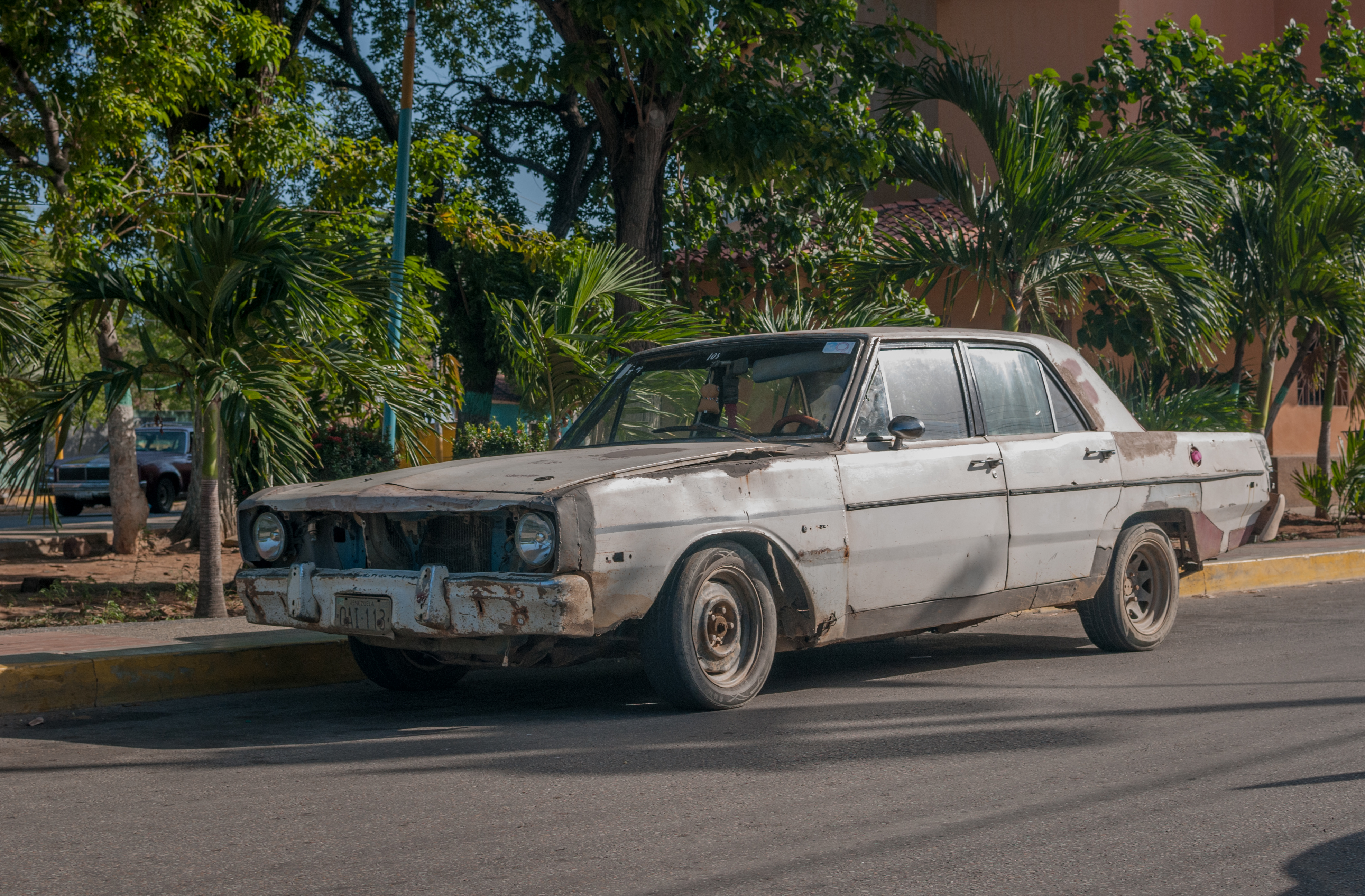
Dart (1972) en mal estado en la Isla de Margarita, Nueva Esparta.

Entre 1960 y 1976, Chrysler de Venezuela ofreció su modelo Dart, claramente basado en la versión estadounidense. El modelo grande, de 1960 y 1961, se importó con las carrocerías cupé y sedán, mayormente en versiones Seneca y Phoenix, y motores de seis y ocho cilindros. En 1963, cuando aparece la segunda generación, se inicia el ensamble del Dart en la factoría de Chrysler de Venezuela en la urbanización Los Cortijos de Lourdes en Caracas, en carrocerías sedan de cuatro puertas y station wagon, ambos con motores de seis cilindros. En 1964 se introduce como tope de gama el Dart GT, con motor V8.
En 1968, Chrysler de Venezuela inaugura una gran factoría en Valencia, por entonces la más grande de Latinoamérica. Allí se traslada la producción del Dart, con carrocerías sedán, en trim Custom y 270, quedando como tope de gama el cupé GT. Este auto fue tan popular que incluso inspiró la creación de un muy conocido grupo musical local, "los Dart". Para entonces, la gran capacidad de producción de Chrysler en Valencia y la popularidad del Dart en el mercado venezolano, le convirtió en uno de los modelos más vendidos. El modelo 1968 fue objeto de una gran publicidad al ser el primero que se ensamblaba en la nueva factoría Chrysler de Valencia y se realizó un show en Caracas con algunas unidades conducidas por pilotos acróbatas. Ese año, la revista Automóvil de Venezuela le dio el galardón "Carro Del Año en Venezuela 1968"
Según pasan los años, se acentúa la tendencia de ofrecer un Dodge Dart en tipo estándar, con versiones equipadas con motores de ocho cilindros y un Plymouth Valiant, que esencialmente era el mismo carro, pero con motor seis cilindros y equipo muy elemental. En 1972 la línea se complementa con la llegada del Dart GT Sport, que reemplazará al anterior cupé GT. En 1973 el sedan Dart se ofrece en versiones básica, Custom y SE, mientras el cupé GT se ofrece en versión Sport. Para 1975, el Dart se convierte en la propuesta de Chrysler de Venezuela en el segmento de "carros regulados", que eran carros de equipo básico para ser vendidos a precios populares. En la gama cupé GT, el modelo Sport equipado con ruedas "rallye" y el kit de franjas deportivas de la firma, se complementa por la serie Special, con techo de vinilo, franjas sencillas, pintura metalizada y tapas ruedas. La gama sedan ofrece el modelo regulado, el Custom y el Special Edition. En Venezuela el Dodge Dart fue uno de los primeros coches en ofrecer volúmenes de ensamblaje y ventas superiores a las 2000 unidades mensuales y fue el carro más vendido del mercado nacional en la década de 1970. Su cese de producción, en 1977, se debió a que Chrysler de Venezuela no podía obtener más CKD para él, decidiéndose su relevo con el Dodge Aspen para 1978. Todavía el Dodge Dart cuenta con una fuerte imagen en el país. Los ejemplares supervivientes son bien cotizados en el mercado de ocasión y los fanáticos del modelo han creado clubes de aficionados para reunirse e intercambiar piezas, repuestos y comentarios, así como grupos en redes sociales. El más popular es el Club Dodge Dart Venezuela.

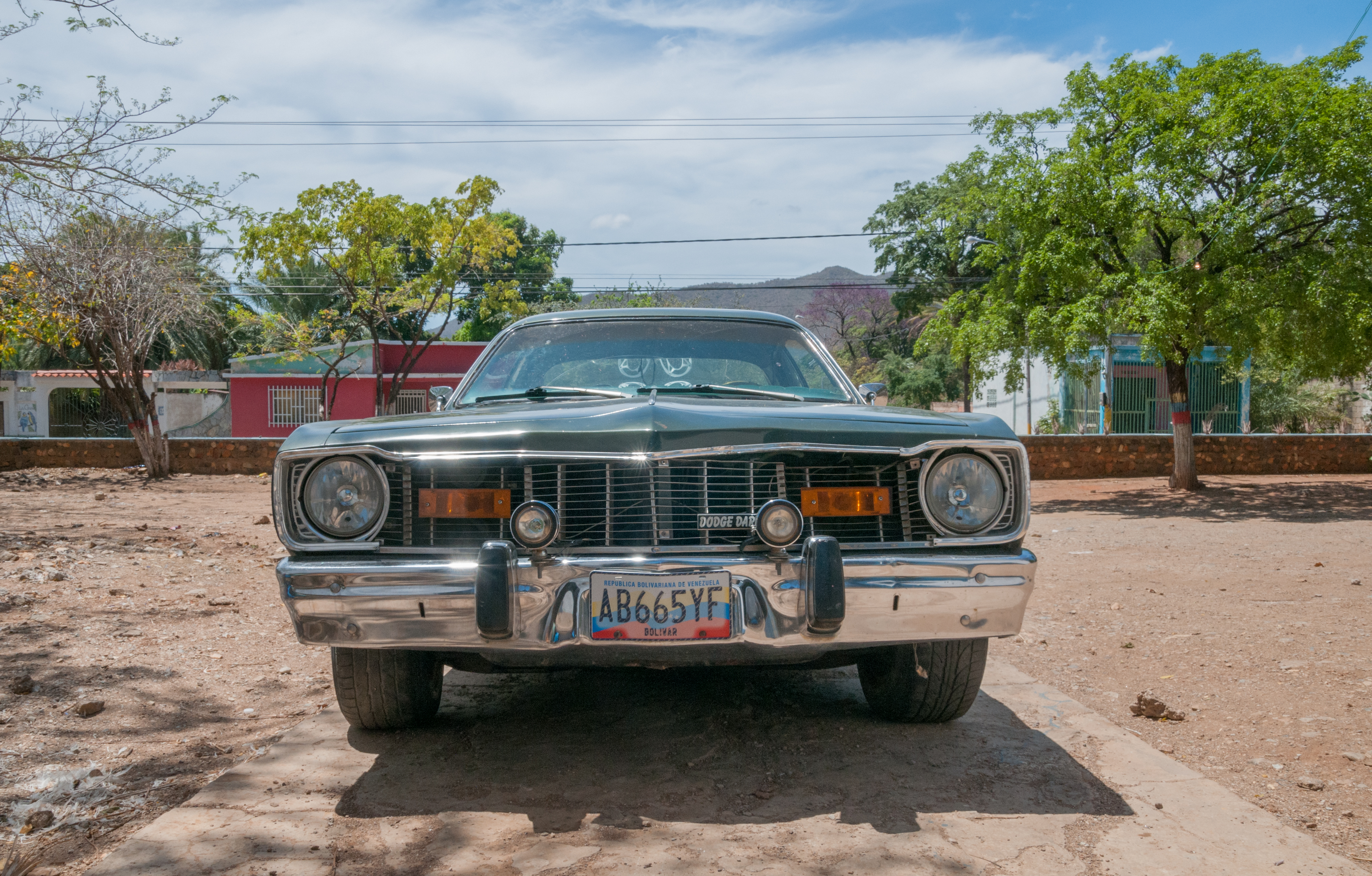
Dart (1973–1976) en la Isla de Margarita.

Los modelos sin designación eran los modelos básicos mientras que la designación de Coronado fue un modelo de lujo, si bien el GT fue la versión deportiva.

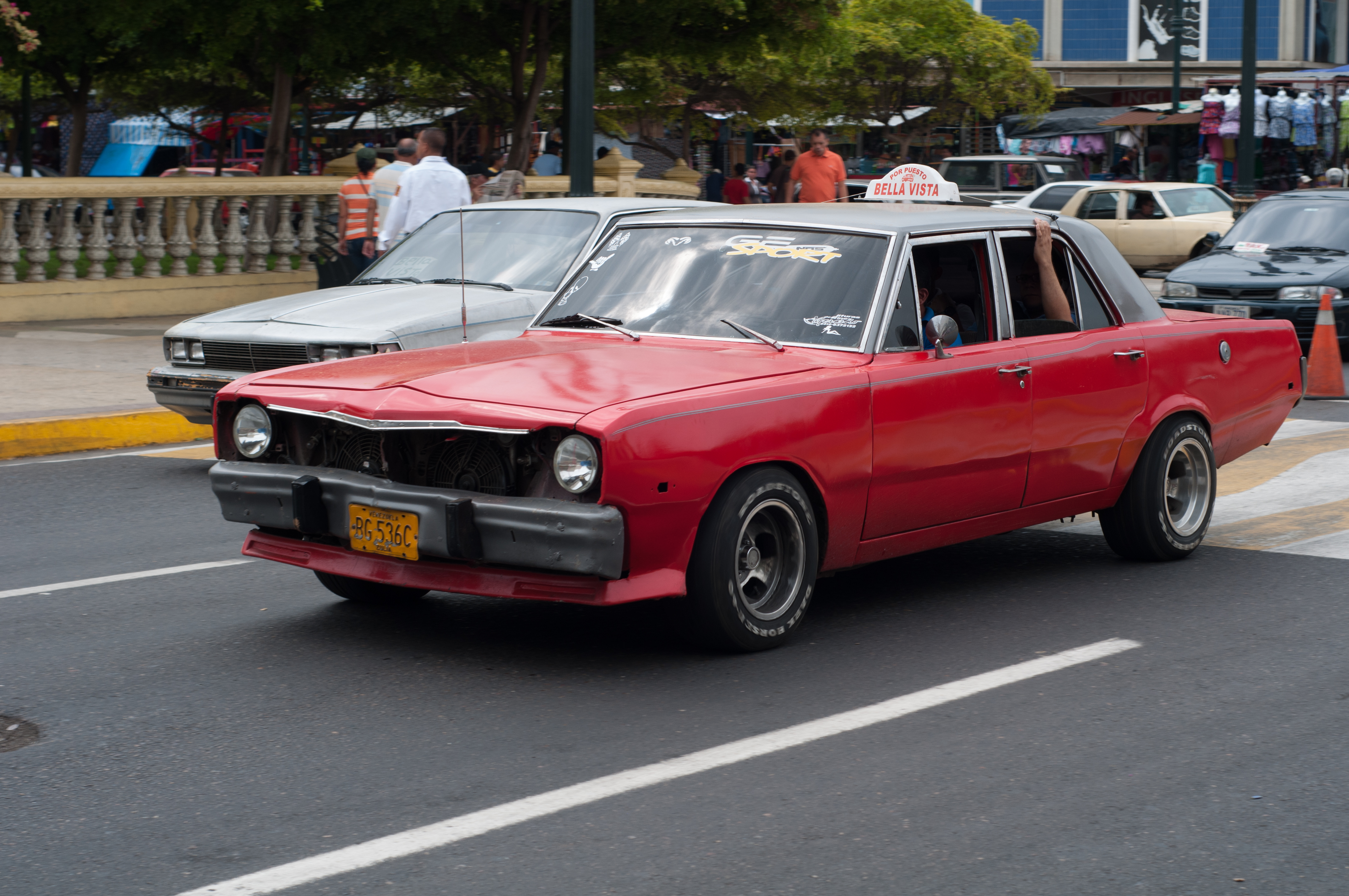
Dart (1973–1976) utilizado como taxi en Maracaibo.

Aun es frecuente verlos funcionando en algunos lugares de Venezuela sobre todo como transporte público.

### México

#### Dodge Dart plataforma A de Chrysler
El Dodge Dart comenzó su producción en México en 1963 junto con el Valiant (en México siempre se vendió como una submarca aparte) a partir de kits CKD en la planta de Automex, entonces filial de Chrysler, ubicada en Lago Alberto, en la Ciudad de México. Siendo automóviles de tamaño mediano, en 1964, al igual que en los Estados Unidos serían reasignados como compactos, disponibles con los motores Slant-6 de seis cilindros en línea de 3.7 Lt (225 plgs³) o con el V8 de 4.5 Lt (273 plgs³). Ambos coches tuvieron un éxito considerable teniendo una competencia muy cerrada con el compacto de Ford, el Ford 200, que para 1965 es rebautizado con su nombre internacional "Falcon". Generalmente el Dart fue el compacto más equipado de Chrysler de México, dejando al Valiant como el modelo básico. Durante su segundo año, el Dart fue ofrecido como sedán de 2 y 4 puertas y vagoneta ("familiar") 5 puertas, y en 1965 fueron añadidos a la gama el Dart hardtop cupé y el Dart convertible. Para 1967 tanto el Dodge Dart como el Valiant son rediseñados y revisados en suspensión, frenos y dirección, además de que se rediseñó el vano motor para poder albergar motores más grandes y facilitar su mantenimiento. En 1968 se inaugura la nueva planta de Toluca, Estado de México, donde se inicia la producción de los Dodge Dart, Valiant y Barracuda mexicanos.
En esta fase se introduce una nueva versión deportiva del Dart, el Dodge GTS, que equipaba el V8 5.2 L (318 pulgadas cúbicas) con una potencia de 230 caballos de fuerza, que estuvo disponible hasta 1970. En 1971, Chrysler de México toma las riendas de Automex e introduce los Valiant Duster y Valiant Super Bee (versión deportiva específica para México, que tomaba la misma carrocería del Dodge Dart Sport / Plymouth Valiant Duster).

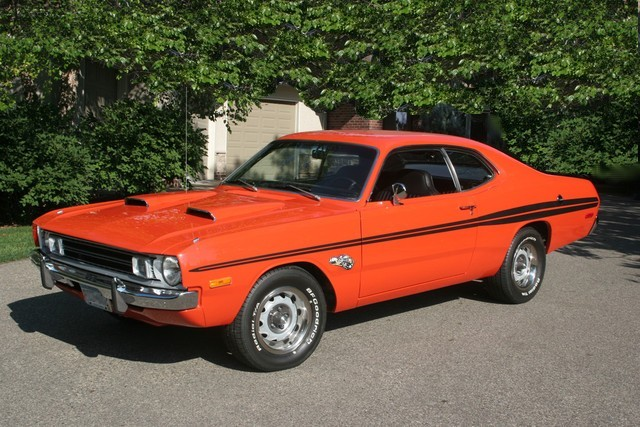
El Dodge Dart Sport como Valiant Super Bee para México (1973)

El Dart obtuvo un frente y trasero rediseñado en 1970, este cambio cosmético siguió con pocos cambios hasta 1973, cuando Chrysler de México utilizó el mismo frente para todos los vehículos de la plataforma A, que eran del Dodge Dart estadounidense, éste incluía una nuevas defensas más predominantes en cumplimiento con los estándares estadounidenses de 5 mph, una nueva parrilla, y un cofre más abultado en la parte del centro, el coche permaneció sin cambios hasta 1975, solamente, el V8 318 fue reemplazado en 1974 por el nuevo V8 360, que producía 270 hp, ya que en México, no existían las mismas normas anticontaminantes que en la unión norteamericana. Para 1976 tanto el Dodge Dart como el Valiant tenían ahora el mismo frente del Plymouth Valiant estadounidense, siendo el último año de esta generación en México.

#### Dodge Dart plataforma F y M de Chrysler (1977–1980, 1981–1982)
En 1977, Chrysler de México arrancó la producción de los modelos pertenecientes a la nueva plataforma F de tracción trasera, presentando al mercado mexicano la nueva generación de Dodge Dart y el nuevo "Valiant Volare", como contrapartes locales de la pareja de modelos Dodge Aspen / Plymouth Volarèdel mercado norteamericano (cabe destacar que ciertos modelos del mercado mexicano emplearon el nombre Valiant como sub-marca, dado que la marca Plymouth no fue comercializada localmente). Por un lado, a la par del Dodge Aspen, el entonces nuevo Dodge Dart "plataforma F" de la gama mexicana se ofreció en las versiones de carrocería cupé "fastback", sedán 4 puertas y vagoneta familiar (wagon), catalogándolo como modelo de gama media. Mientras que el "Valiant Volare" se ofreció únicamente en el estilo de carrocería cupé fastback y con menor nivel de equipamiento respecto al Dart, posicionándose como modelo de entrada a la línea mexicana de Chrysler. Destacar que, sobre la base de éste se comercializó la segunda generación del Valiant Super Bee, variante deportiva y más equipada del Valiant Volare. 
Para 1980, la gama mexicana Dart / Volare recibió las actualizaciones estéticas de sus pares norteamericanos Aspen / Volarè, luciendo un frontal remodelado ("facelift") con faros de forma cuadrada en lugar de circulares como en años previos. La gama local Dart '80 continuó ofreciendo las variantes de carrocería de sus contrapartes estadounidenses Aspen / Volarè: cupé fastback, sedán 4 puertas y wagon, sumando un nuevo estilo de carrocería "sedán 2 puertas", configurado por el cuerpo del modelo Dodge Diplomat cupé (perteneciente a la plataforma "M"), pero que inicialmente conservó el mismo diseño frontal del Dodge Aspen '80 (en lugar del diseño de 4 faros rectangulares original de la gama Diplomat) para uniformarlo al resto de la gama Dart de ése año. 
En 1981 Chrysler México renovó una vez más la pareja Dart / Volare, apartándose de la plataforma F de los Aspen / Volarè y adoptando como nuevo referente a la gama del Dodge Diplomat '80/'81 del mercado norteamericano (integrante de la plataforma Chrysler M de mayor tamaño, junto con el Chrysler LeBaron, Plymouth Grand Fury '83 y otros modelos). De esta forma, el nuevo Dart '81 "plataforma M" adoptó el mismo diseño de carrocería y apariencia general de la gama estadounidense del Diplomat (mismo diseño frontal de 4 faros). Se comercializó en sus versiones de carrocería sedán 2 y 4 puertas y familiar (wagon). Una versión deportiva del nuevo Dart "M" fue lanzada bajo el nombre Dodge Magnum 5.9L (en sustitución del Valiant Volare Super Bee), incorporando el V8 360 con 270 hp, transmisión automática de 3 velocidades o manual de 4, ambas con palanca de velocidades al piso. Por su parte, el Valiant Volare '81 también adoptó el formato de carrocería del Dodge Diplomat (abandonando el estilo "cupé fastback" previo), aunque conservó el diseño frontal del Volarè '80 (faros de forma cuadrada y parrilla de acabado cromo con diseño de "cuadrícula"), diferenciándose así estéticamente del Dart. Como en años previos, el Valiant Volare continuó posicionado como modelo de entrada a la gama. Cabe mencionar que, la plataforma M con sus mayores dimensiones respecto a la F, proporcionaba mayor espacio interior y permitió competir con automóviles de tamaño mediano como Chevrolet Malibu y Ford Crown Victoria.
[El Dart tenía el frente del Plymouth Volaré y la parte trasera del Dodge Aspen, y el Valiant Volare tenía el frente del Dodge Aspen y la parte trasera del Plymouth Volaré. Igualmente se presenta la segunda generación del Valiant Super Bee, como variante deportiva y más equipada del Valiant Volare. En 1977, Chrysler era la única en ofrecer una vagoneta mediana (junto con el VAM American), al no existir esta carrocería en modelos de la competencia como el Chevy Nova o el Ford Maverick. Una diferencia notable en los Dodge Dart/Valiant Volare mexicanos respecto a sus contrapartes estadounidenses consistía en que las defensas eran menos prominentes, dándoles un aspecto más limpio. El Dart y el Valiant Volare sólo recibieron cambios menores en su parrilla y sus luces traseras hasta 1979. En 1980, solo se fabricaron los Dart / Volare recibieron un nuevo frente, con luces cuadradas, y cuartos laterales (Solo se distribuyeron 7000 en todo el país). Un caso único es el del Dart 2 puertas 1980, ya que recibe la plataforma M en su parte posterior (Dodge Diplomat), compartiendo el frente de las versiones de 4 puertas y vagoneta].

#### Dodge Dart plataforma K de Chrysler
Para 1982 se estrenó en México la nueva plataforma K de tracción delantera que incluía los nuevos motores 2.2 litros de cuatro cilindros en línea montados transversalmente. A los nuevos autos Dodge Aries / Plymouth Reliant de la llamada era «K-cars» se le colocó los emblemas Dart y Valiant, como en el «Dodge Dart K», que tenía el frente del Plymouth Reliant y la parte trasera del Dodge Aries, y el «Valiant Volare K», que tenía el frente del Dodge Aries y la parte trasera del Plymouth Reliant. El Dart K tenía como opción una transmisión automática de 3 velocidades y una manual de 4, además se podía ordenar con asientos de cubo, de butaca o la butaca corrida al frente. El Dart K fue ofrecido como sedán de 2 y 4 puertas y vagoneta de 5 puertas, al igual que el Valiant Volare K, sólo estuvo disponible con el motor 2.2L con carburador de 2 gargantas con 100 CV. En 1983 aparecen las variantes más equipadas Chrysler LeBaron y Dodge Magnum 400 (Dodge 600 en Estados Unidos). A finales de 1985 aparece la plataforma mediana E, ofrecida en Estados Unidos en el Dodge 600, Plymouth Caravelle, Chrysler E-Class y Chrysler New Yorker. En México estos autos fueron vendidos como "Dart E" (que reemplazaba al Dart K 4 puertas, pero seguía ofreciéndose junto al Dart K 2 puertas y vagoneta), y Chrysler New Yorker. El Dart E fue apodado por la gente como "Dart Europa", sin embargo, ésta jamás fue su denominación oficial. En este mismo año se pierden las marcas y submarcas "Dodge" y "Valiant", ofreciéndose a partir de ahora el "Dart by Chrysler" y el "Volare by Chrysler". Igualmente nueva es la adición del Volare 4 puertas con plataforma K, como una opción más accesible al Dart. En 1988 el Volare 4 puertas se muda a la plataforma E, conservando el mismo frontal del Volare K. En 1989 aparece el nuevo Chrysler Shadow, que reemplaza a todas las variantes con plataforma K, dejando solamente disponibles a las variantes con plataforma E (Dart 4 puertas, Volare 4 puertas y Chrysler New Yorker). En 1990, estas variantes con plataforma E son reemplazadas por el Chrysler Spirit y el nuevo Chrysler New Yorker, que en realidad era el Chrysler LeBaron Landau con plataforma A, presentada unos meses antes en Estados Unidos.